# Голубева, Нина Григорьевна
Нина Григорьевна Голубева (7 сентября 1905, Москва — 2 марта 1976, Кашира, Московская область) — советская шахматистка.

## Биография
Родилась в семье служащего. С шахматами её познакомил отец. В 1924 году окончила школу-девятилетку.
В 1925 году вместе с братом пришла в шахматный клуб совторгслужащих и стала его постоянной посетительницей.
Её первым выступлением в 1926 году был турнир совторгслужащих. В предварительной группе она разделила первые два места, а в «турнире победителей» заняла 1-е место. В 1930 году поступила во Всесоюзный заочный финансово-экономический институт, который окончила в 1934 году.
В чемпионате Москвы в 1931 году, который был организован и проведён благодаря её усилиям, разделила 1—3 места. В этом же году приняла участие во втором чемпионате СССР, где заняла 2-е место. В следующем чемпионате СССР выступила менее удачно. На первенстве Москвы в 1935 году поделила первые два места. В этом же году стала чемпионкой РСФСР.
Во время Великой Отечественной войны добровольно вступила в Советскую Армию. Была политруком, позже стала комиссаром артиллерийской батареи. В 1943 г. перешла на работу в Министерство обороны. После войны продолжила службу. Имела звание подполковника интендантской службы. Завершила службу 22.12.1960 года в Москве.
В последние годы жизни участвовала в соревнованиях по переписке.
Умерла в конце 1966 года после тяжелой и продолжительной болезни.

## Спортивные достижения
| Год       | Город     | Соревнование                                                             | + | − | = | Результат | Место |
| --------- | --------- | ------------------------------------------------------------------------ | - | - | - | --------- | ----- |
| 1931      | Москва    | Чемпионат Москвы                                                         |   |   |   | из        | 1—3   |
|           | Москва    | 2-й чемпионат СССР                                                       | 5 | 1 | 2 | 6 из 8    | 2     |
| 1934/1935 | Ленинград | 3-й чемпионат СССР                                                       | 3 | 3 | 3 | 4½ из 9   | 6—8   |
| 1935      | Москва    | Чемпионат Москвы                                                         |   |   |   | из        | 1—2   |
|           | Горький   | 2-й чемпионат РСФСР                                                      | 9 | 0 | 3 | 10½ из 12 | 1     |
|           |           | Первенство МОСПС                                                         | 5 | 2 | 1 | 5½ из 9   | 1—3   |
| 1936      | Тбилиси   | Полуфинал 4-го чемпионата СССР                                           |   |   |   | из        | 2     |
|           | Ленинград | 4-й чемпионат СССР                                                       | 1 | 5 | 5 | 3½ из 11  | 8—9   |
| 1938      |           | Всесоюзный чемпионат спортивного общества «Стрела»                       |   |   |   | 6½ из 8   |       |
|           |           | Командное первенство ВЦСПС                                               |   |   |   | из        |       |
| 1948      |           | Командное первенство Москвы (за команду Центрального Дома Красной Армии) |   |   |   |           |       |

## Награды
- Медаль «За оборону Москвы» (01.05.1944)
- Медаль «За победу над Германией в Великой Отечественной войне 1941—1945 гг.» (09.05.1945)
- Медаль «За боевые заслуги» (13.06.1952)[3]